# Rashied Ali
Rashied Ali, geboren als Robert Patterson (Philadelphia, 1 juli 1933 - New York, 12 augustus 2009), was een Amerikaanse jazzdrummer.

## Biografie
Ali was afkomstig uit een muzikantenfamilie. Zijn moeder zong een keer bij Jimmy Lunceford en zijn jongere broer Muhammad Ali is ook werkzaam als drummer. Zijn oudste zoon is de basgitarist Amin Ali. Hij kreeg een muziekopleiding aan de Granoff School en speelde met bands van de United States Army tijdens de Korea-oorlog. Terug in Philadelphia werkte hij met plaatselijke bands. Daar begeleidde hij ook Big Maybelle en Jimmy Smith. In 1963 verhuisde hij naar New York, waar hij vooral bekend werd door zijn werk met John Coltrane, die hij kende uit de nabuurschap in Philadelphia. Oorspronkelijk zou hij spelen spelen op het album Ascension naast Elvin Jones, maar was dan voor de eerste keer te horen naast Jones op Meditations (november 1965). Ali legde voor de eerste keer een vrij pulserend spel in de muziek van het Coltrane-kwartet. In februari 1967 ontstond het duoalbum Interstellar Space. Ali trad na de plotselinge dood van Coltrane verder op met Alice Coltrane.
Tijdens de jaren 1970 opende hij de jazzclub Ali's Alley en het label Survival Records, dat zijn samenwerking met Leroy Jenkins en James Blood Ulmer documenteerde. Later speelde hij ook met Sonny Rollins, Pharoah Sanders, Alan Shorter, Ellen Christi, William Parker en Aki Takase. Met Evan Parker trad hij op tijdens de Total Music Meeting. Hij formeerde de band Prima Materia, die zich wijdde aan de muziek van Coltrane en Albert Ayler. Met de Japanse improvisatiemuzikant Keiji Haino en de fusionmuzikant Bill Laswell vormde hij de band Purple Trap, die hun dubbel-cd Decided…Already the Motionless Heart of Tranquility, Tangling the Prayer Called uitbracht bij het label Tzadik Records van John Zorn. In 2003 formeerde hij zijn Rashied Ali Quintet, wiens spel werd gedocumenteerd op drie albums.

## Overlijden
Rashied Ali overleed in augustus 2009 op 76-jarige leeftijd aan een bloedstolsel in zijn long na een hartaanval en een hartoperatie.

## Discografie
- 1971: New Directions in Modern Music (Knit Classics) met Carlos Ward, Fred Simmons, Stafford James
- 1972: Duo Exchange (Knit Classics) met Frank Lowe
- 1973: Swift are the Winds of Life (Knit Classics) met Leroy Jenkins
- 1973: Rashied Ali Quintet (Knit Classics) met James Blood Ulmer
- 1974: Moon Flight (Knitting Factory)
- 1980: Afro Algonquin (Moers Music, met Lee Rozie, Rick Rozie)
- 1994: Peace on Earth (Knitting Factory) met John Zorn, Allan Chase
- 1995: Medeitations (Knitting Factory) met Greg Murphy
- 1995: Bells (Knitting Factory)
- 1999: Rings of Saturn (Knitting Factory)
- 2000: Live at Tonic (DIW) met Wilber Morris